# Kazushi Yamada
Kazushi Yamada (jap. 山田 和司, Yamada Kazushi; * 21. Februar 1987 in der Präfektur Ehime) ist ein japanischer Badmintonspieler. 

## Karriere
Kazushi Yamada  gewann bei den Weltmeisterschaften der Studenten 2008 Bronze im  Herrendoppel mit Takuma Ueda. Bei der Weltmeisterschaft 2010 wurde er Fünfter im Herreneinzel. Bei den Asienspielen des gleichen Jahres wurde er dagegen nur Neunter. Mit dem japanischen Team gewann er im Thomas Cup 2010 Bronze.

## Sportliche Erfolge
| Saison | Veranstaltung                     | Disziplin    | Platz | Name                          |
| ------ | --------------------------------- | ------------ | ----- | ----------------------------- |
| 2008   | Weltmeisterschaften der Studenten | Herrendoppel | 3     | Kazushi Yamada / Takuma Ueda  |
| 2010   | Weltmeisterschaft                 | Herreneinzel | 5     | Kazushi Yamada                |
| 2010   | Asienspiele                       | Herreneinzel | 9     | Kazushi Yamada                |
| 2010   | Thomas Cup                        | Herrenteam   | 3     | Japan                         |
| 2015   | Malaysia GPG                      | Herrendoppel | 1     | Kenta Kazuno / Kazushi Yamada |